# Hotel Blauer Stern

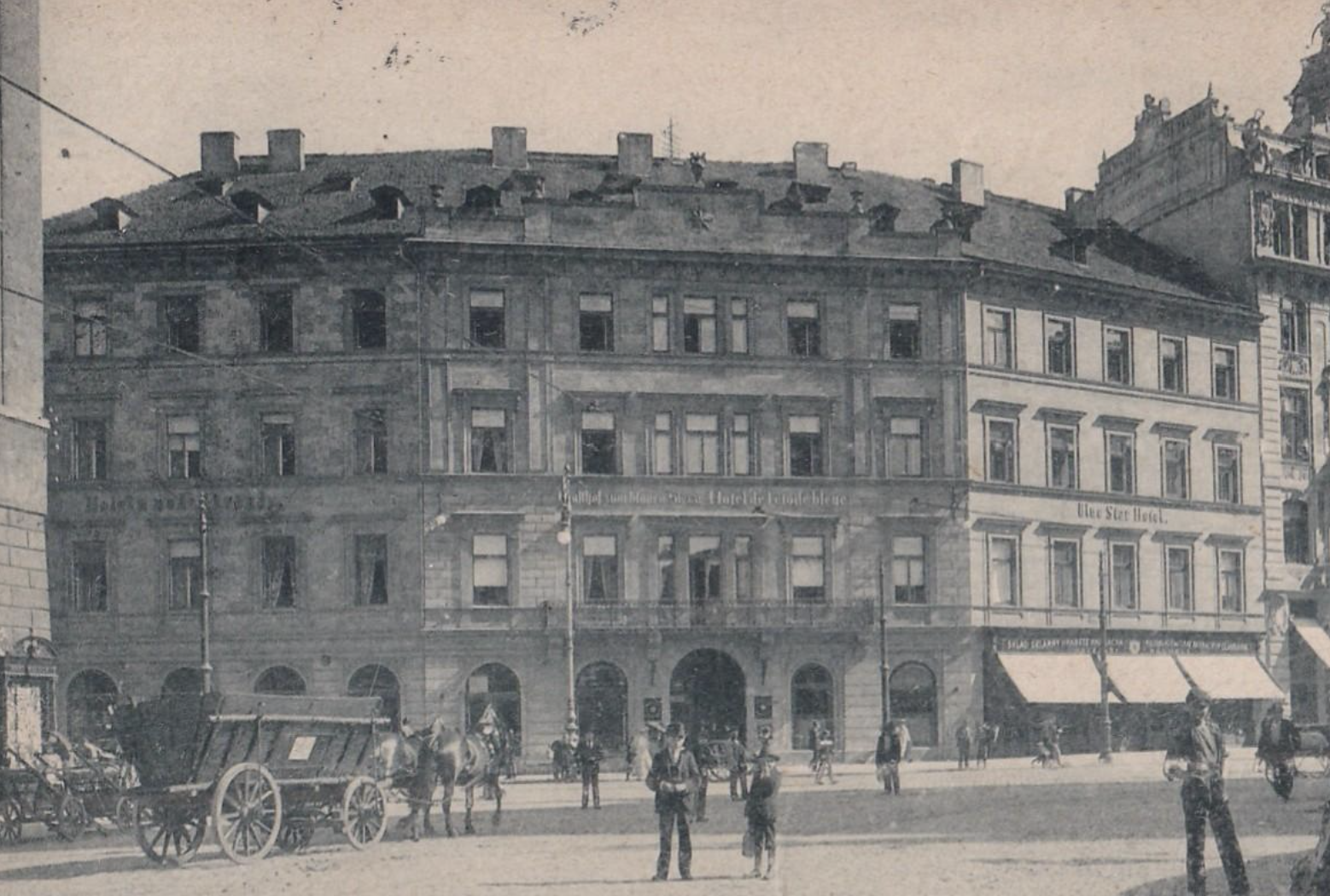
Hotel Blauer Stern (c. 1905)

Das Hotel Blauer Stern (auch Zum blauen Stern; tschechisch Hotel Modrá hvězda) war ein Luxushotel in Prag.

## Lage
Das Hotel stand in der Straße Am Graben (Na příkopě) 864/28, an der Ecke zur Hybernergasse (Hybernská) und Heuwegsgasse, dicht vor dem Pulverturm. Nachbargebäude waren die Živnostenská banka (Handelsbank) (860–863) und das Hotel Zum schwarzen Ross (866).
Heute befindet sich dort das Zentralgebäude der Tschechischen Nationalbank.

## Geschichte
Spätestens seit dem 18. Jahrhundert gab es einen Gasthof Zum blauen Stern an diesem Ort. Seit 1771 war eine Familie Kafka die Eigentümerin, um 1830 ein Franz Kafka.
Von 1844 bis 1846 gab es einen Um- und Neubau im spätklassizistischen Stil nach Plänen von Franz Wolf. Das Hotel gehörte seit dieser Zeit zu den vornehmsten in der böhmischen Landeshauptstadt Prag. Die allgemeine Umgangssprache war Deutsch. Zu den Gästen gehörten Mitglieder aus Herrscherfamilien wie die französische Kaiserin Eugenie sowie der preußische König Wilhelm I. und sein Kanzler Otto von Bismarck. Diese unterzeichneten dort 1866 mit den österreichischen Vertretern den Frieden von Prag, der den Krieg zwischen beiden Seiten beendete. Weitere Gäste waren die Komponisten Hector Berlioz, Frédéric Chopin, Richard Wagner und Gustav Mahler, die Schriftsteller Fjodor Dostojewski und Theodor Fontane, der Maler Carl Spitzweg sowie Felice Bauer, die spätere Verlobte von Franz Kafka.
Nach 1900 war A. Seltmann der Besitzer. 1926  wurde das Gebäude von der Živnostenská banka (Tschechische Handelsbank) aufgekauft und ab 1931 abgerissen. Bis 1941 entstand dort ein Neubau, der jetzt der Tschechischen Nationalbank gehört.
1941 wurde die tschechische Komödie Hotel Modrá hvězda in Erinnerung an das Hotel gedreht, zur Zeit der deutschen Besetzung Prags.